# Überflieger
Überflieger (auch: Wings – Die Überflieger) ist eine US-amerikanische Sitcom um zwei Brüder, die in New England einen Flugdienst betreiben. Die Serie wurde in acht Staffeln zwischen 1990 und 1997 auf NBC erstausgestrahlt und markierte den Durchbruch von Hauptdarsteller Tim Daly sowie Tony Shalhoub und Thomas Haden Church.

## Handlung
Auf dem Tom Nevers Field, einem kleinen Flugplatz auf der Insel Nantucket, leiten die zwei ungleichen Brüder Joe und Brian Hackett die Fluggesellschaft Sandpiper Air. Dabei werden sie am Boden unterstützt von Fay Cochran und dem eher einfachen Mechaniker Lowell Mather. Ihre Freundin aus Kindertagen Helen Chappel betreibt die Flughafen-Caféteria. Um Fluggäste konkurriert Sandpiper Air stets mit der größeren Aeromass-Fluggesellschaft von Roy Biggins. Später stößt noch der italienisch-stämmige Taxifahrer Antonio Scarpacci dazu, der im weiteren Verlauf ein Auge auf Helens dazugezogene Schwester Casey geworfen hat.

## Figuren
| Figur                   | Darsteller          | Deutscher Sprecher                                     |
| ----------------------- | ------------------- | ------------------------------------------------------ |
| Joe Hackett             | Tim Daly            | Rolf Becker (Staffel 1–4), Gerhard Hinze (Staffel 5–8) |
| Brian Hackett           | Steven Weber        | Lutz Mackensy                                          |
| Helen Chappel           | Crystal Bernard     | Monika Barth                                           |
| Fay Cochran             | Rebecca Schull      | Verena Wiet                                            |
| Roy Biggins             | David Schramm       | Edgar Hoppe                                            |
| Antonio Scarpacci       | Tony Shalhoub       | Achim Schülke                                          |
| Lowell Mather           | Thomas Haden Church | Andreas W. Schmidt                                     |
| Casey Chappel/Davenport | Amy Yasbeck         | Katja Brügger                                          |
| Alex Lambert            | Farrah Forke        | n/a                                                    |

Joe Hackettist ein neurotischer, zwanghaft freundlicher Pilot, der die Charter-Airline Sandpiper Air (engl.: Strandläufer) gegründet hat. Er lebt seit seiner Kindheit auf Nantucket und wollte schon früh Pilot werden. Seine Mutter verließ die Familie, was seinen Vater um den Verstand brachte. Daraufhin kümmerte er sich auch um seinen Bruder Brian. Ursprünglich gründete er Sandpiper mit seiner Verlobten Carol, die ihn aber mit Brian betrog. Infolgedessen trennten sich die Brüder im Streit.
Brian Hackettkonsterniert mit seiner Sorglosigkeit und Unzuverlässigkeit oft seinen Bruder Joe. Obwohl ihm viele Türen offenstanden (Princeton, NASA), konnte er keine dieser Chancen nutzen. Nachdem er mit Joes Verlobter Carol in die Karibik durchgebrannt war, verließ Carol auch ihn und er kehrte nach Nantucket zurück. Innerhalb kürzester Zeit konnte er Joe überreden, ihn wieder zuhause aufzunehmen und als Pilot bei Sandpiper anzustellen. Brian ist die meiste Zeit ein schamloser Frauenheld, hatte aber im Verlauf der Serie auch zwei ernstere Beziehungen: Die erste mit Helikopterpilotin Alex Lambert, danach mit Helens älterer Schwester Casey Chappel-Davenport.
Helen Chappel Hackettzog mit ihrer Familie sehr jung nach Nantucket. Sie arbeitet in der Cafeteria im Flughafenterminal, obwohl ihr eigentlicher Traumberuf Cellistin in einem großen Orchester ist. Die attraktive Helen bekämpft ständige Essstörungen, nachdem sie in ihrer frühen Kindheit unter krankhafter Fettleibigkeit litt. Sie ist mit Joe liiert, in den sie seit Kindertagen verliebt ist. Sie führte eine Scheinehe mit Antonio, um diesen von seiner Ausweisung zu bewahren, heiratete aber am Ende der sechsten Staffel Joe.
Lowell Mather (Staffel 1–7)übernimmt alle anfallenden Mechaniker-Arbeiten auf dem Tom Nevers Field. Der eher einfach gestrickte Charakter ist ein talentierter Hobbykoch und wohnt nach dem Untergang seines Hausbootes eine Zeit lang bei den Hackett-Brüdern. Nachdem er einen Auftragsmord beobachtet, muss er im Zeugenschutzprogramm untertauchen. Er hinterlässt den Brüdern seine typische rot-orange Baseballcap als Andenken.
Fay Evelyn Schlob Dumbly DeVay Cochranverkauft als Joes einzige Angestellte die Flugtickets für Sandpiper und kümmert sich um Gepäcküberprüfung und Flugansagen. Die ehemalige Flugbegleiterin bemuttert die Hackett-Brüder wie auch Helen, hat aber immer wieder kleine Scharmützel mit Roy.
Roy Bigginsbesitzt die Konkurrenzfluggesellschaft Aeromass, mit der er versucht Sandpiper zu vernichten. Der windige Geschäftsmann ist immer auf seinen Vorteil bedacht, arrogant und unhöflich, jedoch beizeiten auch sehr humorvoll.
Antonio V. Scarpacci (Staffel 2–8)kellnert anfangs im Flughafen und wird später Taxifahrer. Der sanftmütige Italoamerikaner verliebt sich hoffnungslos in Helens zugezogene Schwester Casey.
Alex Lambert (Staffeln 4&5)betreibt einen Hubschrauber-Rundflugservice über Nantucket. Sie hat eine kurze Beziehung mit Brian und verlässt nach deren Ende die Insel. Eine Staffel später kehrt sie noch einmal zurück, aber sie kommt nicht mehr dauerhaft mit Brian zusammen.
Casey (Davenport) Chappel (Staffel 6–8)ist Helens ältere Schwester. Nachdem ihr Mann sie verlassen hat, zieht sie nach Nantucket zurück. Da ihr Exmann reich war, hat sie Schwierigkeiten sich wieder in der Arbeiterklasse zurechtzufinden. Sie ignoriert stets Antonios Annäherungsversuche.

## Hintergrund
Als klassische Sitcom wurde Überflieger größtenteils im Studio gedreht. Für das (fiktive) Tom Nevers Field wurden auch häufiger Außenaufnahmen von Nantucket verwendet. Bis 1976 war auf der Insel die Tom Nevers Naval Facility der Navy beheimatet, die später der Nantucket Hunting Association übergeben wurde. Das dort ansässige Restaurant Club Car diente ebenfalls als Kulisse. Das Flugzeug der Hackett-Brüder war eine 1981 Cessna 402C geflogen von Austin Carey. Die Maschine aus der Serie wurde später von Cape Air eingesetzt. In einigen der frühen Folgen wurde ein anderes Flugzeug eingesetzt, das zerstört wurde.
Im US-amerikanischen Fernsehen war die Serie zwischen dem 19. April 1990 und dem 21. Mai 1997 bei NBC im Programm. Die Serie wurde von 1992 bis 1997 bei Studio Hamburg auf Deutsch synchronisiert. Buch und Dialogregie aller 172 Folgen übernahm Andreas W. Schmidt, der auch Thomas Haden Church in der Rolle des einfältigen Flugzeugmechanikers Lowell Mather seine Stimme lieh. Zu Beginn des Jahres 1994 begann ProSieben dann mit der deutschen Erstausstrahlung, aber nach nur wenigen Folgen wurde die Serie mangels Zuschauerinteresse wieder abgesetzt. Zwischen 1994 und 1998 wurden die restlichen Folgen im Pay-TV auf Comedy & Co., einem Fernsehsender innerhalb des DF1-Bouquets, gezeigt. Ab 1999 wurde Überflieger auch bei Premiere Comedy wiederholt.

## Verbindung zu anderen Serien
- Kirstie Alley, Kelsey Grammer, John Ratzenberger, George Wendt und Bebe Neuwirth haben Gastauftritte in ihren Rollen aus der Fernsehserie Cheers und folglich ist Überflieger Teil von dessen Serienuniversum, das eine Vielzahl von US-Serien miteinander verknüpft.
- Thomas Haden Church verließ diese Serie im Frühjahr 1995 für eine Hauptrolle in der kurzlebigen Sitcom Ned and Stacy.
- Die drei Überflieger-Erfinder David Angell, Peter Casey und David Lee entwickelten später die erfolgreiche Serie Frasier.
- Tony Shalhoub schaffte mit seiner Rolle als Taxifahrer Antonio Scarpacci ab der zweiten Staffel seinen Durchbruch. Mittlerweile ist er vor allem für seine titelgebende Hauptrolle in der Krimiserie Monk bekannt. Dort trifft seine Figur in einer Folge ausgerechnet in einem Flugzeug auf Schauspieler Tim Daly. Monk erklärt auf Nachfrage seiner Assistentin, dass er dessen Serie Wings nicht kenne und fragt, ob sie gut gewesen sei. Ihre Antwort: „Na ja, er war gut.“

## Weiterführende Informationen

### Belege
1. ↑  Aircraft Data N121PB, 1981 Cessna 402C C/N 402C0507. In: airport-data.com. Abgerufen am 8. Februar 2011.
2. ↑  Aircraft N121PP, Cessna 411 C/N 4110069. Airport-data.com, abgerufen am 8. Februar 2011.